# Miriam Onuoha
Princesa Miriam Odinaka Onuoha é uma política do Congresso de Todos os Progressistas do Estado de Imo, Nigéria. Ela é membro da Câmara dos Representantes da Nigéria pelo eleitorado federal de Okigwe Norte. Ela foi reeleita para a Câmara dos Deputados em janeiro de 2020. Obinna Onwubuariri do PDP foi declarada vencedora nas eleições de 2019, mas o tribunal de petição eleitoral para a assembleia nacional em Owerri em setembro de 2019 demitiu Obinna Onwubuariri e ordenou uma nova eleição para janeiro de 2020. Ela ganhou a reeleição depois de um tribunal de petição eleitoral em agosto de 2020 ter confirmado a sua vitória nas eleições de janeiro de 2020.

## Infância e educação
A princesa Miriam nasceu em Umunachi Osu-Ama, na área do governo local de Insiala Mbano, no estado de Imo. Ela começou a sua educação infantil na Escola Central Umunachi Osu-Ama e depois continuou no Colégio Tilley Gyado no estado de Benue. Ela frequentou a Escola Secundária Modelo de Aquino Osu-Ama e foi onde ela obteve o seu certificado do ensino médio. Ela continuou a estudar na Universidade de Lagos e formou-se em Administração de Imóveis. Ela foi ainda para a Universidade de Abuja e fez mestrado em Planejamento e Proteção Ambiental.

## Carreira
Antes de entrar na Câmara dos Deputados Federal, ela actuou como Assistente Especial Sénior do Governador do Estado de Bayelsa na Cooperação Internacional para o Desenvolvimento, entre outros compromissos políticos anteriores.